# Clusia tetragona
Clusia tetragona là một loài thực vật có hoa trong họ Bứa. Loài này được Pipoly & Cogollo mô tả khoa học đầu tiên năm 1998.